# ویکی‌پدیای مالایی
ویکی‌پدیای مالایی نسخهٔ مالایی زبان وب‌گاه ویکی‌پدیا است.
تا تاریخ ۱۵ ژوئیه ۲۰۱۱ این دانش‌نامه با بیش از ۱۲۰٬۵۰۰ مقاله در رتبهٔ سی‌ودوم ویکی‌پدیاها قرار داشت.